# Dąbrówno (województwo pomorskie)
Dąbrówno (kaszb. Dãbrownò lub Szénejczi, niem. Schöneichen) – wieś w Polsce położona w województwie pomorskim, w powiecie słupskim, w gminie Potęgowo.
W latach 1975–1998 miejscowość administracyjnie należała do województwa słupskiego.
Dąbrówno powstało w ramach szerszej akcji kolonizacyjnej w roku 1784 z wydzielonych gruntów sąsiedniego Grąbkowa.

## Nazwa
Nazwa miejscowości jest tzw. chrztem nazewniczym i ma charakter pseudotopograficzny. Powstała przez dodanie do nazwy pospolitej dąbrowa „las dębowy” formantu -no. Pierwotną słowiańską nazwą miejscowości – pierwotnie zagrody owczarskiej, następnie osady przyfolwarcznej – było Dombrowe (← psł. *dǫbrova „las dębowy”). Nazwa została zmieniona przed I wojną światową na Schöneichen – nazwa ta, o charakterze topograficznym, jest złożeniem dwóch członów: przymiotnika schöne „piękne” i nazwy pospolitej Eichen „dęby”.
Rada Języka Kaszubskiego proponuje opartą na polskiej kaszubską formę nazwy Dąbrówno.

## Zabytki
- pałac neogotycki z końca XIX w. z wykuszami w kształcie wieżyczek i z masywną wieżą w połowie wtopioną w fasadę[8].

Inne miejscowości o nazwie Dąbrówno: Dąbrówno
- Dąbrówno. powiatslupsk.info. [zarchiwizowane z tego adresu (2007-02-06)].